# Gilbert Ryle
Gilbert Ryle (Brighton, 19 de agosto de 1900-Oxford, 6 de octubre de 1976) fue un filósofo británico, conocido principalmente por su crítica al dualismo cartesiano, para el cual acuñó la frase de «el fantasma en la máquina». Fue representante de la generación de filosofía del lenguaje ordinario y la escuela filosófica de Oxford, que compartieron en algún sentido la aproximación de Ludwig Wittgnestein a los problemas filosóficos.
Se le considera uno de los miembros destacados de la llamada escuela analítica, para quien la resolución de los problemas tradicionales de la filosofía (Metafísica, ética, epistemología)   pasa por el análisis lógico del lenguaje involucrado en la formulación de dichas preguntas. Algunas de las ideas de Ryle en filosofía de la mente han sido llamadas conductistas. En su obra más célebre, El concepto de lo mental (1949), Ryle afirmó al respecto que la «tendencia general del libro será, indudable e inofensivamente, estigmatizada como "conductista"». Habiendo estudiado a los filósofos Bernard Bolzano, Franz Brentano, Alexius Meinong, Edmund Husserl y Martin Heidegger, Ryle sugirió que el libro en cambio «podía ser descrito como un ensayo sostenido en fenomenología, si uno se siente cómodo con ese rótulo».

## Trayectoria
Nació en Brighton, Inglaterra en 1900 y fue formado en la Escuela de Brighton, junto a sus hermanos John y George (más adelante, Gilbert fue presidente del consejo escolar de la Escuela de Brighton, que celebra un día en su honor). 
En 1919 ingresó en el Queen's College de Oxford para estudiar Clásicos, pero rápidamente se sintió atraído por la Filosofía. Se graduó en clásicas (1921), literatura (1923), y política, filosofía y economía (1924), y fue nombrado conferenciante de filosofía en el Christ Church, de Oxford en 1925. Un año más tarde, se convirtió en tutor en el Christ Church, donde permaneció hasta 1940.
En la Segunda Guerra Mundial fue comisionado en la Guardia Galesa. Por sus capacidades lingüísticas, fue reclutado para la inteligencia durante la Segunda Guerra Mundial y al final de la guerra había sido promovido al rango de Mayor. Después de la guerra, regresó a Oxford y fue elegido Profesor de Filosofía Metafísica de Waynflete y miembro del Magdalen College de Oxford. Publicó su obra principal, The Concept of Mind en 1949. Fue presidente de la Sociedad aristotélica de 1945 a 1946 y editor de la revista filosófica Mind de 1947 a 1971. Ryle murió el 6 de octubre de 1976 en Whitby, North Yorkshire.
Sus hermanos John Alfred (1889-1950) y George Bodley (1902-1978), ambos educados también en el Brighton College, también tuvieron carreras eminentes. John se convirtió en Profesor Regius de Física en la Universidad de Cambridge 1935-45 y médico del Rey Jorge V. George, después de servir como Director de Silvicultura primero para Gales y luego en Inglaterra, fue director Adjunto de la Comisión Forestal en el periodo 1963-65 y se le otorgó la CBE.

## Obras

### El concepto de lo mental
En su obra previa, Ryle había llegado a la tesis de que los problemas filosóficos surgen al intentar manejar una expresión de una categoría como si perteneciera a otra. Desde este punto de vista, la fuente del problema es un «error de categoría», y el trabajo de la filosofía consiste en exhibir y corregir los errores de asignación categorial, siendo distintivo de tal error de asignación el hecho de que resulta en un «cierto tipo» de sinsentido».
Esta tesis programática fue explorada en detalle en su obra más conocida, El concepto de lo mental (1949), en la que Ryle argumenta que el dualismo involucra errores de categoría y filosóficos. A los estudiantes de 1967-68 en Oxford se les preguntaría retóricamente qué ocurría al decir que hay tres cosas en el campo: dos vacas y un par de vacas. También se les invitó a reflexionar sobre si la boca de un barril de cerveza es parte del barril o no.
La tesis principal de El concepto de lo mental es que, igualmente, las muchas y diversas formas en que hablamos de «la mente» son potencialmente engañosas, y que los filósofos, en particular los que Ryle llama «cartesianos», han sido engañados o inducidos al error, en particular al imaginar la mente como una contraparte «fantasmal» del cuerpo, una «cosa» no física misteriosamente «adentro» del cuerpo físico, y el escenario o agente de estados, eventos y actos no físicos.

### Filosofía como cartografía
«Los argumentos filosóficos que constituyen este libro pretenden no aumentar lo que sabemos sobre las mentes sino rectificar la geografía lógica del conocimiento que ya poseemos».
Ryle pensó que ya no era posible creer que la tarea de un filósofo fuera estudiar los objetos mentales en oposición a los objetos físicos. Sin embargo, en su lugar, Ryle vio la tendencia de los filósofos a buscar objetos cuya naturaleza no fuera ni física ni mental. Ryle creía, en cambio, que "los problemas filosóficos son problemas de cierto tipo, no son problemas de tipo ordinario sobre entidades especiales".
Ryle ofrece la analogía de la filosofía como si fuera una cartografía. Los hablantes competentes de un idioma, cree Ryle, son para un filósofo lo que los aldeanos comunes son para un cartógrafo. El aldeano común tiene una comprensión competente de su pueblo, y está familiarizado con sus habitantes y la geografía. Sin embargo, cuando se le pide que interprete un mapa por el mismo conocimiento que tiene prácticamente, el aldeano tendrá dificultades hasta que pueda traducir su conocimiento práctico en términos cartográficos universales. El aldeano piensa en el pueblo en términos personales y prácticos, mientras que el cartógrafo piensa en el pueblo en términos neutrales, públicos, cartográficos.
Al "mapear" las palabras y frases de una declaración particular, los filósofos pueden generar lo que Ryle llama "hilos de implicación". En otras palabras, cada palabra o frase de una declaración contribuye a la declaración en que, si las palabras o frases fueron cambiadas, la declaración tendría una implicación diferente. El filósofo debe mostrar las direcciones y los límites de los diferentes hilos de implicación que un "concepto contribuye a las declaraciones en las que ocurre". Para mostrar esto, debe estar "tirando" de los hilos vecinos, que, a su vez, también deben estar "tirando". La filosofía, entonces, busca el significado de estos hilos de implicación en las afirmaciones en que se usan.

### Saber cómo y saber que
Una distinción desplegada en El concepto de lo mental, entre saber-cómo y saber-que (por ejemplo, saber cómo atar un nudo y saber que la reina Victoria murió en 1901), ha despertado un interés independiente. Véase, por ejemplo, el artículo de Jason Stanley y Timothy Williamson, "Knowing How", Journal of Philosophy, 98: 8, 2001. Esta distinción también está en el origen de los modelos de procedimiento (saber-cómo) y declarativos (saber-que).
Ryle tuvo una visión estrecha del alcance de su campo. Para él, la filosofía no se extendía más allá de la filosofía de la mente, la lógica filosófica y la filosofía del lenguaje. La ética, la filosofía política y la estética eran "filosofía" solo por una pesada tradición histórica.

## Legado
La noción de Ryle de una descripción detallada, de «El pensamiento de los pensamientos: ¿Qué está haciendo 'Le Penseur'?» y «Pensar y reflexionar», ha sido una influencia importante en los antropólogos culturales como Clifford Geertz.
El concepto de lo mental fue reconocido en su aparición como una importante contribución a la psicología filosófica, y una importante obra en el movimiento de la filosofía del lenguaje ordinario. Sin embargo, en los años sesenta y setenta, la creciente influencia de las teorías cognitivistas de Noam Chomsky, Herbert A. Simon, Jerry Fodor y otros de la escuela neocartesiana se volvió predominante. Chomsky incluso escribió un libro titulado Lingüística cartesiana. Las dos principales escuelas de posguerra en la filosofía de la mente, el representacionalismo de Jerry Fodor y el funcionalismo de Wilfrid Sellars, postularon precisamente los estados cognitivos "internos" hacia los que Ryle había argumentado en contra. Sin embargo, como ha señalado el influyente filósofo y antiguo alumno de Ryle, Daniel Dennett, las tendencias recientes en psicología como la cognición corporal, la psicología discursiva, la cognición situada y otras en la tradición poscognitivista han provocado un renovado interés en la obra de Ryle. Dennett ha proporcionado un prólogo comprensivo a la edición de 2000 de The Concept of Mind. Ryle sigue siendo un defensor significativo de la posibilidad de una interpretación lúcida y significativa de las actividades humanas de alto nivel sin recurrir a un alma inmaterial.
Richard Webster respaldó los argumentos de Ryle contra las filosofías mentalistas, sugiriendo que implicaban que «las teorías de la naturaleza humana que repudian la evidencia del comportamiento y se refieren única o principalmente a eventos mentales invisibles nunca podrán en sí mismas descubrir los misterios más significativos de la naturaleza humana».